# Lydie Dupuy
Pour les articles homonymes, voir Dupuy.
Lydie Dupuy, née Monteil le 25 novembre 1924 à Saintes (Charente-Maritime) et morte le 7 juin 2017 à Aire-sur-l'Adour, est une femme politique française, membre du PS.

## Biographie
De 1984 à 1986, Lydie Dupuy préside l'intergroupe des parlementaires membres de la LDH. Elle est ensuite vice-présidente de la Fédération internationale des ligues des droits de l'homme.
C'est elle qui pousse Philippe Baumel à adhérer au PS.

### Vie privée
Avec son mari le Dr Jean Dupuy, maire de Nogaro, elle a une fille, Élisabeth, conseillère régionale et maire de Sion, divorcée de Jean-Christophe Mitterrand.